# جوزيف ر. روبنسون
جوزيف ر. روبنسون (بالإنجليزية: Joseph R. Robinson)‏ هو أكاديمي أمريكي، ولد في 16 فبراير 1939، وتوفي في 4 سبتمبر 2006.